# Словацька мова
Словацька мова (словац. slovenský jazyk, slovenčina) — слов'янська мова, належить до групи західнослов'янських мов. Поширена у Словаччині, а також у Чехії (350 000 / 183 749), Угорщині (110 000 / 17 693), Румунії (18 000 / 17 199), Україні (17 000 / 6 397), Польщі (47 000 / 2 000), Сербії (60 000 / 59 021 — переважно у Воєводині), Канаді (10 000 / 50 860) та США (1 200 000/821 325). Всього кількість осіб словацького походження за кордоном 2001 оцінюється словацькими вченими у 2 016 000. Офіційна мова Словаччини.
Загальне число мовців близько 5,2 млн осіб (2013), з них в Словаччині — 4,34 млн осіб (2012).

## Класифікація
Разом з чеською об'єднується в чехо-словацьку підгрупу західнослов'янських мов.

## Абетка
У словацькій абетці використовуються латинські букви (великі та малі), деякі з діакритичними знаками.
А а, Á á, ä, В b, C c, Č č, D d, Ď ď, E e, É é, F f, G g, H h, Ch ch, I i, Í í, J j, K k, L l, Ľ ľ, ĺ, M m, N n, Ň ň, O o, Ó ó, Ô ô, P p, Q q, R r, ŕ, S s, Š š, T t, Ť t’, U u, Ú ú, V v, W w, X x, Y y,
Ý ý, Z z, Ž ž.
| Латинська буква | Назва букви     | Звук |     | Латинська буква  | Назва букви | Звук |
| A a             | а коротке       |      | M m | ем               |             |      |
| Á á             | а довге         |      | N n | ен               |             |      |
| Ä ä             | е               | [æ]  | Ň ň | нь               |             |      |
| B b             | бе              |      | O o | о коротке        |             |      |
| C c             | це              |      | Ó ó | о довге          |             |      |
| Č č             | че              |      | Ô ô | уо               |             |      |
| D d             | де тверде       |      | P p | пе               |             |      |
| Ď ď             | дь м'яке        |      | Q q | кве              |             |      |
| Dz dz           | дз              |      | R r | ер коротке       |             |      |
| Dž dž           | дж              |      | Ŕ ŕ | ер довге         |             |      |
| E e             | е коротке       |      | S s | ес               |             |      |
| É é             | е довге         |      | Š š | еш               |             |      |
| F f             | еф              |      | T t | те тверде        |             |      |
| G g             | ґе              |      | Ť ť | ть м'яке         |             |      |
| H h             | га              |      | U u | у коротке        |             |      |
| Ch ch           | ха              |      | Ú ú | у довге          |             |      |
| I i             | і м'яке коротке |      | V v | ве               |             |      |
| Í í             | і м'яке довге   |      | W w | ве подвійне      |             |      |
| J j             | й               |      | X x | ікс              |             |      |
| K k             | ка              |      | Y y | и тверде коротке |             |      |
| L l             | ел тверде       |      | Ý ý | и тверде довге   |             |      |
| Ĺ ĺ             | ел довге        |      | Z z | зет              |             |      |
| Ľ ľ             | ль м'яке        |      | Ž ž | жет              |             |      |

## Особливості
Словацьку мову вирізняють з близьких до неї мов такі риси:
- наявність закону ритмічного скорочення голосних — у двох або більше складах, що слідують одне за одним, не можуть стояти довгі голосні (є досить багато винятків, зокрема можуть стояти дифтонги);
- вживання поруч із короткими голосними довгих голосних та дифтонгів ie, ô [uo], iu, ia, що утворюють довгий склад (žena — žien «жінка — жінок», koza — kôz [kuos] «коза — кіз», päť — piaty «п'ять — п'ятий»);
- специфічний словацький звук ä (mäso «м'ясо», pamäť «пам'ять»), що реалізується як ненапружений неогублений голосний переднього ряду низького підняття [æ], але більшість словаків вимовляє його як звичайне e;
- довгота та короткість складотворчих сонантів r та l: zrno — zŕn «зерно — зерен», slza — sĺz «сльоза — сліз»;
- наявність тільки твердого r, навіть перед голосними переднього піднесення: veriť «вірити», repa «буряк»;
- наявність двох типів l: м'якого ľ та середнього l (liť «лити», ľudia «люди», але láska «кохання», plot «пліт, паркан»);
- перевага серед приголосних твердих непарних, що не мають м'якого відповідника;
- закінчення -m у всіх дієслів теперішнього часу (nesiem, pijem, volám, prosím «несу, п'ю, кличу, прошу») — спільна ізоглоса з сербською мовою;
- закінчення -ovia (одне з можливих, поряд з -i та -ia) називного відмінку множини істот чоловічого роду (synovia, otcovia, druhovia «сини, батьки, друзі»);
- відсутність рефлексів другої палаталізації на стиках морфем (у давальному і місцевому відмінках), що пояснюється впливом граматичної аналогії (ruka — ruke, noha — nohe, macocha — macoche, при чеськ. ruka — ruce, noha — noze, macecha — maceše)[1]; зі слов'янських мов ця особливість спостерігається тільки в словацькій і російській.

## Діалектологія
В сучасній словацькій мові виділяють три групи діалектів:
- західнословацькі діалекти поширені на терені Братиславського, Трнавського, Нітранського та частини Тренчинського краю
- середньословацькі діалекти охоплюють Жилінський край та Банськобистрицький край
- східнословацькі діалекти поширені на території Кошицького та Пряшівського країв

## Історія
Пам'ятки власне словацької писемності сягають XV—XVI століть, але словацькі риси трапляються й раніше у пам'ятках, написаних чеською, латинською та німецькою мовою. До XVIII століття на території Словаччини за літературну мову правила чеська. Засновником літературної словацької мови на основі середньо-словацького діалекту є просвітитель, депутат Угорського парламенту Людовит Штур. Писемність на базі латинської графіки.

## Приклад
«Заповіт» Тараса Шевченка словацькою мовою (переклав Юліус Кокавець)
| ZÁVET Keď ja zomriem, zahrabte ma, Bratia, na mohyle, Prostred stepi šíro-šírej, V Ukrajine milej By úrodné lány polí, Dneper prostred lúčin Bolo vidieť, bolo počuť, Ako reve — hučí. Keď ponesie z Ukrajiny Do belasých morí Krv tyranskú, potom i ja Rodné lány, hory, Všetko nechám, potom uznám Všemocného Boha, — pomodlím sa… No dovtedy — Ja nepoznám Boha. Pochovajte. A povstaňte, Putá zlomte smelo A polejte slobodienku Krvou nepriateľov! A na mňa vo veľkom rode, V rode voľnom, novom, Pamätajte, spomeňte si Dobrým, tichým slovom. |

(Джерело: Т. Г. Шевченко, Заповіт мовами народів світу, К., «Наукова думка», 1989)

### Тлумачні словники словацької мови
1. Kačala Ján, Doruľa Ján, Pisárčiková Mária: Krátky slovník slovenského jazyka, 4., doplnené a upravené vyd. Bratislava, Veda, 2003. 988 s. он-лайн версія:
2. Red. K. Buzássyová, A. Jarošová: Slovník súčasného slovenského jazyka (A — G), Bratislava, Veda, 2006.
3. Peciar Štefan: Slovník slovenského jazyka (1.- 6. zväzok), Vydavateľstvo Slovenskej akadémie vied, Bratislava, 1959—1968

### Словацько-іншомовні словники
1. Bunganič Peter: Slovensko-ukrajinský slovník, Slovenské pedagogické nakladateľstvo, Bratislava, 1985
2. Popeľ Ivan: Ukrajinsko-slovenský slovník, Slovenské pedagogické nakladateľstvo, Bratislava, 1960
3. Kolektív autorov Lingea: Ukrajinčina. Konverzácia so slovníkom a gramatikou, Lingea, 2010